# Parramatta (fleuve)
Pour les articles homonymes, voir Parramatta (homonymie).
 (juin 2024).
Si vous disposez d'ouvrages ou d'articles de référence ou si vous connaissez des sites web de qualité traitant du thème abordé ici, merci de compléter l'article en donnant les références utiles à sa vérifiabilité et en les liant à la section « Notes et références ».
Le Parramatta est un fleuve d'Australie s'achevant à Sydney, en Nouvelle-Galles du Sud. Cette voie d'eau navigable est le principal cours d'eau se jetant dans le port de Sydney, une partie de Port Jackson. 

## Géographie
Le fleuve naît au confluent de la Toongabbie Creek (en) et de la Darling Mills Creek (en) à l'ouest de Parramatta et coule vers l'est jusqu'à une ligne située entre Greenwich (en) et Robinsons Point, à Birchgrove. Là, il se jette dans le port de Sydney, à encore environ 21 km de l'océan Pacifique.
Le bassin versant total du fleuve fait environ 130 km2 et la marée remonte jusqu'au quai rue Charles Weir à Parramatta, à environ 30 km de l'océan.